# 长崎女子短期大学
长崎女子短期大学（日语：／ Nagasaki Joshi Tankidaigaku *），简称女短（めたん），是一所位于日本长崎县长崎市的私立短期大学。

## 概要

### 简介
- 源流（即笠原田鹤子创立的长崎女子学院）成立于1896年[1][2]。短期大学为于1966年开办[2]、由学校法人鹤鸣学园经营。

### 历史
- 1966年 鹤鸣女子短期大学成立并同时设置一个学科即家政科。
- 1967年 两个专攻成立于家政科、以下列举[2][3]。
  - 家政专攻（改编为生活文化专攻于1982年、再次改编为生活信息专攻于1988年。再次改名为生活总合商务专攻于2011年）
  - 食物营养专攻
- 1969年 改校名为长崎女子短期大学[2][3]。
- 1970年 服装设计专攻[注 1]成立于家政科（但招生到于1981年）[2][3]。
- 1973年 幼儿教育学科成立、家政科改名为家政学科（再次改名为生活科学科于1988年）[2][3]。
- 2001年 生活福利专攻成立于生活福利专攻（改名为护理福利专攻于2010年）[2][3]。

### 宪章
- 请参看长崎女子短期大学的标志 （页面存档备份，存于） （日語） 2014年3月19日阅览。

## 学校环境
- 校区：在长崎县长崎市

## 历任校长
- 原田寅次郎：第一代短期大学校长[4]。
- 江副功：现在短期大学校长[5]

## 组织

### 学科
- 生活科学科
  - 生活总合商务专攻
  - 食物营养专攻
  - 服装设计专攻[注 1][注 2]
  - 护理福利专攻
- 幼儿教育学科

### 专科
| - 没有 |

### 业余课程
| - 没有 |

### 附属学校
- 幼儿园 [6]

### 附属机关
| - 图书馆 - 地区育儿支援室 |

## 相关链接
- 日本短期大学列表